# Вествик, Эд
Э́двард Джек Пи́тер «Эд» Ве́ствик (англ. Edward Jack Peter «Ed» Westwick; род. 27 июня 1987, Стивенидж, Великобритания) — британский актёр, модель и музыкант. Наиболее известен по роли Чака Басса в телесериале «Сплетница».

## Биография и карьера
Будущий актёр родился в семье Питера Вествика и психолога Кэрол. Эдвард был младшим из троих сыновей.
В своё время Вествик учился в одной из частных школ, а также — в учебном заведении Barclay School. После — Эд поступил в колледж North Hertfordshire College и будучи студентом принял участие в съемках своего дебютного фильма — «Вторжение», режиссёром которого был ныне покойный Энтони Мингелла.
Эд Вествик — профессиональный актёр. В течение некоторого времени он совершенствовал актёрское мастерство в одном из молодёжных лондонских театров — National Youth Theatre.
Впоследствии Эдвард снялся в таких телевизионных фильмах, как «Врачи» (роль Холдена), «Катастрофа» (роль Джони Куллина), «После жизни» (роль Даррена). Также зрительская аудитория запомнила актёра по участию в таких картинах, как «Дитя человеческое» и «Сын Рэмбо».
Что касается роли в сериале «Сплетница», Эд подчеркивает, что между ним и его героем Чаком — больше различий, чем сходства. «В 17 лет я был немного похож на Чака, но у меня было другое происхождение и другие желания, и не было целой череды любовниц. Я — хороший парень», — говорит Вествик, — «Не люблю тусовки и клубы, предпочитаю проводить время с друзьями у кого-нибудь в квартире. Я еще молод и хочу прославиться именно как актёр, чтобы меня уважали за мои роли, а не за то, что я вытворяю на людях в жизни».
В 2008 году Эд Вествик стал новым лицом знаменитой компании «K-Swiss».
В 2009 году Вествик сыграл роль Рэнди Холта в С. Дарко — сиквеле фильма Донни Дарко. Кроме того, в третьем сезоне «Californication» на телеканале Showtime он сыграл студента, который был увлечен вампирской литературой.
В январе 2011 года Вествик принял участие в съемках фильма Клинта Иствуда Дж. Эдгар, биографической картине, посвящённой первому главе ФБР Эдгару Гуверу, роль которого сыграл Леонардо Ди Каприо. В том же году он снялся в романтической комедии «Как выйти замуж за миллиардера» вместе с Фелисити Джонс.
Он участвовал в озвучивании аудиоверсии книги Кассандры Клэр «Город падших ангелов», а также озвучил другой роман Клэр — «Механический принц» из серии «Адские конструкции».
В 2013 году Эд Вествик приниял участие в новой адаптации Ромео и Джульетта. Там он сыграл роль Тибальта, двоюродного брата Джульетты (которую играла Хейли Стейнфилд).

## Личная жизнь
Он был женат на актрисе Рени Даймонд, но они расстались, и их брак был аннулирован.
С 2008 по 2010 года встречался с актрисой Джессикой Зор, с которой познакомился на съёмках сериала «Сплетница».
С 2007 года по июль 2009 Эд делил квартиру в Челси, Нью-Йорк, вместе со своим коллегой по сериалу «Сплетница» Чейсом Кроуфордом.
С 2017 по 2019 гг. встречался с моделью Джессикой Серфати.
После этого он встречался с моделью Тамарой Франческони.
В 2021 году он начал встречаться с актрисой и моделью Эми Джексон и подружился с ее сыном. В январе 2024 года Вествик сделал ей предложение  в небольшом городке в Швейцарии. В конце августа 2024 года они поженились в Италии. На свадьбе был сын Эми. Актриса Келли Резерфорд из Сплетницы была среди гостей свадьбы. В социальной сети появилась информация, что она беременна. 25 марта 2025 года они сообщили, что у них родился сын, которого назвали Оскаром Александром Вествиком. 

## Фильмография
| Год       | Название                       | Оригинальное название | Роль               |
| --------- | ------------------------------ | --------------------- | ------------------ |
| 2000      | Катастрофа (с)                 | Casualty              | Джонни Каллин      |
| 2000      | Врачи (с)                      | Doctors               | Холден Эдвардс     |
| 2005—2008 | После смерти (с)               | Afterlife             | Даррен             |
| 2006      | Дитя человеческое              | Children of Men       | Алекс              |
| 2006      | Вторжение                      | Breaking and Entering | Зоран              |
| 2007      | Сын Рэмбо                      | Son of Rambow         | Лоуренс Картер     |
| 2007      | Блудливая Калифорния (с)       | Californication       | Болт (3х02)        |
| 2007-2012 | Сплетница (с)                  | Gossip Girl           | Чак Басс           |
| 2008      | 100 футов                      | 100 Feet              | Джой               |
| 2009      | С. Дарко                       | S. Darko              | Рэнди Холт         |
| 2010      | Пассажир (к)                   | The Commuter          | коридорный в лифте |
| 2011      | Как выйти замуж за миллиардера | Chalet Girl           | Джонни             |
| 2011      | Дж. Эдгар                      | J. Edgar              | агент Смит         |
| 2013      | Ромео и Джульетта              | Romeo and Juliet      | Тибальт            |
| 2014      | Последний рейс                 | Last Flight           | Чарльз Джиллис     |
| 2015      | Кость в горле                  | Bone in the Throat    | Уилл Ривз          |
| 2015      | Хватай и беги                  | The Kitchen Sink      | Милан              |
| 2015—2016 | Злой город (c)                 | Wicked City           | Кент Грейнджер     |
| 2016      | Выкуп — миллиард               | Take Down             | Билли Спэк         |
| 2017      | Большой куш (c)                | Snatch                | Сонни Кастилло     |
| 2017      | Белое золото                   | White Gold            | Винсент Сван       |
| 2017      | Заговор на острове Джекилл     | Jekyll Island         | Бен Коллинс        |
| 2020      | Вражеские линии                | Enemy Lines           | майор Камински     |
| 2023      | На глубине страха              | Deep Fear             | Джексон            |
| 2024      | Пила. Джокер                   | DarkGame              | Бен                |
| 2024      | Сандокан (турецкий (с))        | Sandokan              |                    |

(с) — сериал;
(к) — короткометражка

## Награды и номинации
| Год  | Награда                | Категория                         | Номинированная работа | Результат |
| ---- | ---------------------- | --------------------------------- | --------------------- | --------- |
| 2008 | Teen Choice Awards     | Choice TV: Злодей                 | Сплетница             | Победа    |
| 2008 | Teen Choice Awards     | Choice TV Breakout Star Male      | Сплетница             | Номинация |
| 2009 | Teen Choice Awards     | Choice TV: Злодей                 | Сплетница             | Победа    |
| 2009 | Young Hollywood Awards | Young Hollywood Breakthrough Male | —                     | Победа    |
| 2009 | Young Hollywood Awards | Breakthrough Performance Male     | Сплетница             | Победа    |
| 2010 | Teen Choice Awards     | Choice TV: Злодей                 | Сплетница             | Номинация |